# المصاقيل (رسوم متحركة)
المصاقيل هو مسلسل تلفزيوني رسوم متحركة كوميدي سعودي له ثلاثة أجزاء، الجزء الأول عرض بعام  2011 والثاني بعام 2012 والثالث بعام 2013 ويتحدث المسلسل حول أشخاص يعيشون في البادية ولكنهم يسعون دائماً إلى التطور. شارك نخبة من الفنانين السعوديون وغير السعوديون في بطولة هذا العمل وحصل العمل نجاح كبير عند عرضه.

## البطولة

### الجزء الأول
- ماجد مطرب فواز بدور «الشيخ مصقال»
- مشعل المطيري بدور «مرعي»
- محمد القس بدور «معتز/أبو رجا/تاج»
- أسامة القس بدور «كابور/الديك»
- دريعان الدريعان بدور «جارح»
- شعيفان العتيبي بدور «الدقمي/عرفان»
- شافي الحارثي بدور «جراح»
- طارق الحربي بدور «أبو عرفان»
- مؤيد زيدان بدور «جلمد»
- ريماس منصور بدور «شريهان»
- ريم سعادة بدور «الساحرة منال»
- أغادير السعيد بدور «العنود»

### الجزء الثاني
- ماجد مطرب فواز بدور «الشيخ مصقال»
- محمد القس بدور «معتز/أبو رجا/وديع»
- شافي الحارثي بدور «جراح»
- شعيفان العتيبي بدور «الدقمي»
- دريعان الدريعان بدور «جارح»
- أسامة القس بدور «كابور/الديك»
- طارق الحربي بدور «أبو عرفان/عرفان»
- عبد الله الزهراني بدور «طفاش»
- ريماس منصور بدور «شريهان»
- أغادير السعيد بدور «العنود»
- ريم سعادة بدور «الساحرة منال»
- معتصم فحماوي بدور «حنشل»
- مشعل المطيري بدور «مرعي»

### الجزء الثالث
- ماجد مطرب فواز بدور «الشيخ مصقال»
- محمد القس بدور «معتز / أبو رجا / تاج»
- أسامة القس بدور «كابور / الديك»
- شير منصور بدور «شريهان»
- شافي الحارثي بدور «جراح»
- شعيفان العتيبي بدور «الدقمي»
- مطلق مطر بدور «جارح»
- طارق الحربي بدور «أبو عرفان /عرفان»
- عبد الله الزهراني بدور «طفاش»
- سمر فرج بدور «العنود»
- ريم سعادة بدور «الساحرة منال»
- معتصم فحماوي بدور «حنشل»
- رياض الصالحاني بدور «مرعي»